# García García de Aza
García García de Aza (en latín: Garsias Garsie de Aza; floruit 1126-1159) fue un noble y magnate castellano, famoso por su riqueza, figura prominente de la España medieval. Su apellido, «García» (también «Garcés»), es un patronímico, el cual significa «Hijo de García», mientras que su segundo apellido que va compuesto con el primero, «de Aza» es un apellido toponímico que se encuentra con frecuencia en documentos contemporáneos, en este caso indica que ostentaba el feudo de Aza. Fue hijo de García Ordóñez, y de la condesa Eva, segunda esposa de García Ordóñez. Luego de la muerte de García Ordóñez, Eva volvió a contraer matrimonio, casó con Pedro González de Lara, García García de Aza fue medio hermano de los hijos de Eva y Pedro, por lo que fue aliado de la Casa de Lara.

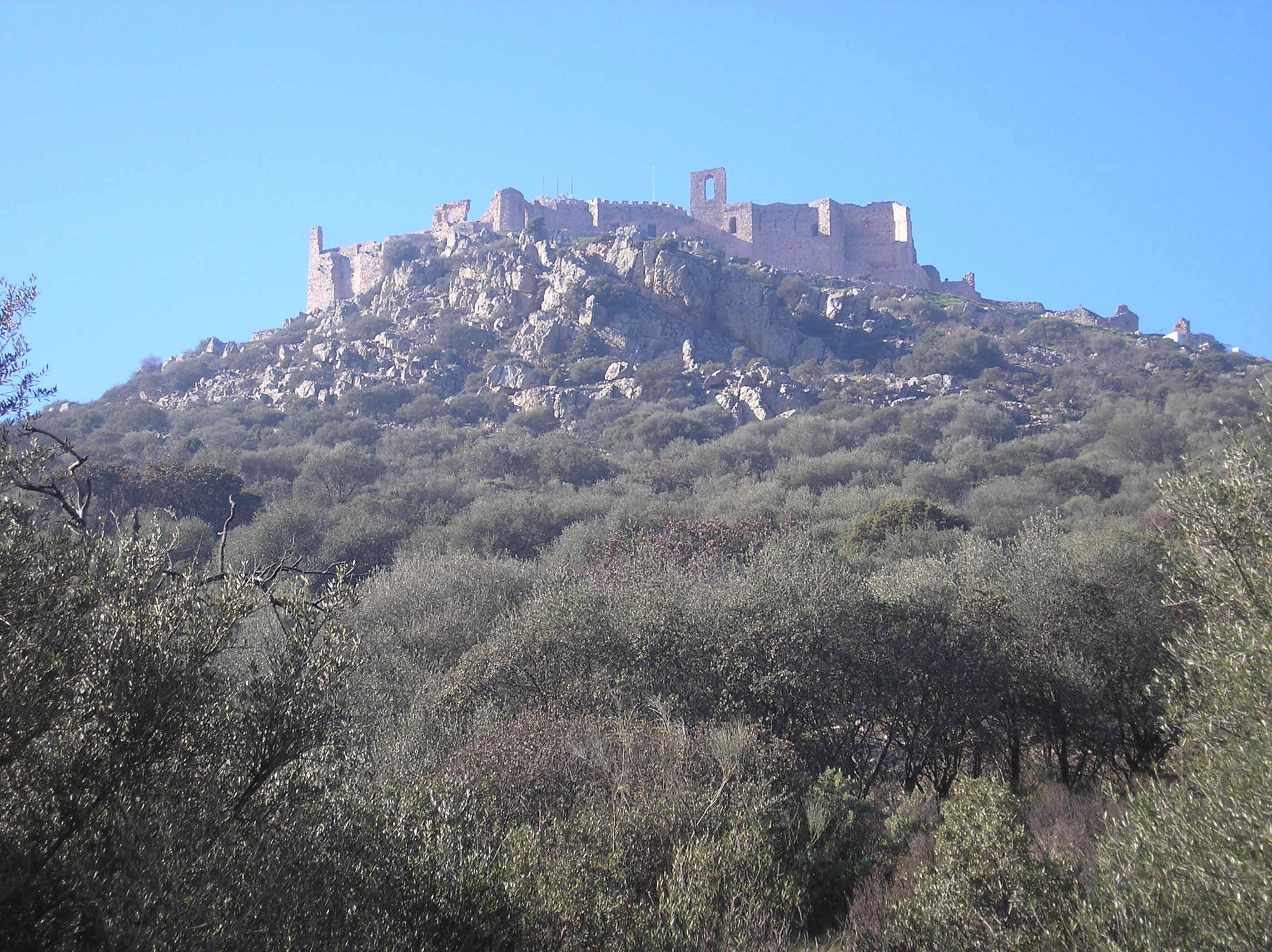
Castillo de Calatrava, el cual probablemente fue defendido por García durante la campaña de Alfonso VII de 1147.

Según La Chronica Adefonsi imperatoris, un documento de la época que relata los hechos durante el reinado de Alfonso VII de León y Castilla, llamado El Emperador, cuando este rey entró por primera vez en León luego de su proclamación, en marzo de 1126, García García estuvo entre los castellanos que llegaron a rendirle homenaje y fidelidad. García sirvió Alfonso como alférez del 12 de diciembre de 1126 al 13 de noviembre de 1127, mientras su hermano Pedro García fue alférez entre el 29 de mayo y el 18 de septiembre de 1131. Este cargo por lo general era reservado para los nobles más jóvenes al inicio de sus carreras, las diferentes fechas de su respectivos cargos reflejan la diferencia en sus edades. En 1142 García García fue juez civil en Ávila.
En 1147, durante la campaña de verano de Alfonso VII hacia Almería, García no parece haberse unido al ejército hasta más tarde, ya que no figura en documento alguno proveniente de la corte de Alfonso VII hasta el 4 de junio, cuando estuvo en Calatrava. Tampoco aparece en ninguna de las cartas reales posteriores emitidas durante la campaña, lo que sugiere que pudo haber sido enviado a Calatrava con una guarnición y por lo tanto no participó en los asedios de Andújar, Baeza, o Almería.
El 10 de noviembre de 1155, García vendió una propiedad en Alcolea a su medio hermano Manrique Pérez de Lara por mil maravedís. El documento de venta fue redactado por un tal Sancho, quien lo firmó como "Canciller del conde Manrique".

### Matrimonio y descendencia
García casó con una hija menor de Pedro Fróilaz de Traba, algunas veces llamada Eva y en otras ocasiones Sancha. Según Antonio Sánchez de Mora, García y su esposa tuvieron al menos estos hijos e hijas:
- Pedro García de Lerma
- Ordoño García de Aza, padre de Gonzalo Ordoñez, V Maestre de Santiago y de García Ordoñez de Aza, Señor de Villamayor, Salvadores y Benevívere.
- Gonzalo García
- García García
- Elvira García
- Mayor, quién casó con Gonzalo de Marañón.

Es posible que tuviera dos hijas más, Sancha y María, y una hija natural, Juana, religiosa en el Monasterio de Santo Domingo de Caleruega.Aunque tradicionalmente se le otorga también la parternidad de Gómez García de Roa, un documento del monasterio de Santa María de La Vid demuestraría que fue hijo de un tal García Gómez de Roa